# Sobrados e Mucambos
Sobrados e Mucambos é um livro do escritor brasileiro Gilberto Freyre, publicado originalmente no ano de 1936.

## Obra
GIlberto Freyre é considerado um dos principais nomes da sociologia e do pensamento brasileiro. O livro foi publicado pela primeira vez no ano de 1936.
O livro tem como tema a decadência do patriarcalismo do Brasil rural, ocorrida no século XIX. O título é uma referência aos antigos aristocratas, que, com a declínio do regime escravocrata brasileiro, tiveram que se mudar da casa-grande para sobrados em áreas urbanas. Por conseguinte, os ex-escravos também deixaram as senzalas para morarem em casebres de palha e barro em bairros pobres de áreas urbanas, chamado de áreas periféricas.

## Legado
Sobrados e mucambos é considerada uma das principais obras dentre a vasta obra de Gilberto Freyre e suas discussões ainda ecoam e são discutidos nos mais variados debates acadêmicos brasileiro.